# Al-Muhafaza Sports Club
O Al-Muhafaza Sports Club é um clube de futebol com sede em Damasco, Síria.

## História
A equipe compete no Campeonato Sírio de Futebol..